# Marcellus van Ancyra
Marcellus van Ancyra (ca. 285 - 374) was bisschop van Ancyra in Galatië. Ancyra heette later Angora en sinds 1930 Ankara, de hoofdstad van Turkije.
Marcellus trad tijdens het eerste concilie van Nicaea in 325 samen op met Athanasius tegen het arianisme. Uit apologetische geschriften van Epiphanius van Salamis is ook overgeleverd dat Marcellus actief ten strijde trok tegen de ariaan Asterius van Cappadocië. 
Omdat Marcellus in zijn anti-ariaanse geschriften blijk gaf van monarchianistische denkbeelden, werd hij tijdens de synode van Antiochië in 341 op verdenking van sabellianisme door Eusebius van Nicomedia aan de tand gevoeld. De synode veroordeelde hem wegens ketterij en vervolgens werd Marcellus door keizer Constantius II verbannen. Hierop trok Marcellus naar Rome, waar hij paus Julius I kon overtuigen van de juistheid van zijn opvattingen. Deze visie werd bevestigd op het turbulente concilie van Sardica in 342/343. 
Het kwam pas tot een hernieuwd conflict, toen Marcellus zijn leerling Photinus van Sirmium in 345 verdedigde tegen de aanvallen op diens monarchianisme, waarmee Photinus teruggreep op de denkbeelden van zowel Marcellus als Paulus van Samosata. Marcellus van Ancyra werd daarop opnieuw door de keizer verdreven, mogelijk meer vanwege zijn anti-arianisme dan vanwege zijn Sabellianisme. Op de synode van Arles in 353 en de anti-Niceaanse synode van Milaan in 355 werd Marcellus vanwege datzelfde anti-arianisme samen met Athanasius veroordeeld. Hoewel het omstreden sabellianisme van Marcellus de verhouding tot Athanasius vertroebelde, accepteerde deze laatste de toelichting van de Marcellianen op hun geloofsbelijdenis.
De veroordeling van de sabellianistische leer van Marcellus vond definitief plaats op het concilie van Constantinopel in 381. In verband met Marcullus' leer werd tijdens dit concilie aan de belijdenis van Nicea toegevoegd: 'wiens rijk geen einde zal hebben'.